# Frangula alnus
Frangula alnus é uma espécie de planta com flor pertencente à família Rhamnaceae. 
A autoridade científica da espécie é Mill., tendo sido publicada em The Gardeners Dictionary: eighth edition Frangula no. 1. 1768.
Os seus nome comuns são amieiro-negro, frângula, fúsaro, lagarinho, sangarinheiro, sangarinheiro-de-água, sanguinheiro, sanguinho, sanguinho-bastardo, sanguinho-de-água, zangarinheiro ou zangarinho.
Tem como habitat locais sombrios e húmidos, como por exemplo orlas de bosques e galerias ripícolas.

## Portugal
Trata-se de uma espécie presente no território português, nomeadamente em Portugal Continental.
Em termos de naturalidade é nativa da região atrás indicada.

## Protecção
Não se encontra protegida por legislação portuguesa ou da Comunidade Europeia.